# Ernesto Brivio
Ernesto Tino Brivio (Milano, 1915 – Como, 11 dicembre 1976) è stato un produttore cinematografico, imprenditore, politico e dirigente sportivo italiano.

## Biografia
Nato in una famiglia alto borghese di origini milanesi si trasferì poi a Roma. Militò in gioventù nelle Brigate Nere di Alessandro Pavolini. Fu durante questo periodo che si rese protagonista il 27 aprile 1945 di un attacco contro gli stabilimenti della Motta con quattro bombe a mano e diversi colpi di mitra che gli valsero il soprannome di "l'ultima raffica di Salò". Arrestato poco dopo a Nervi con l'accusa di rapina a scopo politico passa due anni in carcere, dopodiché nel 1947 si autoesilia viaggiando per il Sudamerica. In questo periodo divenne braccio destro del dittatore cubano Fulgencio Batista, ma tornò in Italia subito dopo la presa del potere di Fidel Castro.
Ritornato in Italia ad inizio anni '60 ottenne successo come produttore cinematografico, allevatore di cavalli, presidente di società immobiliari e finanziando il quotidiano Telesera di proprietà del Presidente del Consiglio Fernando Tambroni e del piduista Umberto Ortolani. Divenne inoltre un personaggio popolare della sfarzosa vita notturna capitolina. Usava portare al guinzaglio per le vie di Roma un cucciolo di leone e, in qualche occasione, presentarlo in campo nei prepartita ai tempi della sua presidenza alla Lazio. Iniziò una relazione con la sua segretaria Gianna Spatola, mentre l'ex moglie, abbandonata subito dopo la guerra insieme alla figlia, morirà suicida.
Entrò poi nel Movimento Sociale Italiano, salutato come "l'uomo nuovo" del MSI, e nel 1962 si candidò alle elezioni amministrative di Roma appoggiato da Avanguardia Nazionale (nonostante la loro polemica col Movimento Sociale Italiano) ottenendo 35.335 voti superando persino l’ex Segretario MSI Augusto De Marsanich promettendo che avrebbe cambiato l’economia italiana arrivando perfino a pagare personalmente le cambialette di ogni singolo italiano.
Sempre nel 1962 divenne presidente della Lazio dopo che il commissario straordinario imposto dalla Lega Calcio, Massimo Giovannini, nell'assemblea generale del 14 giugno dichiarò che il debito della società romana era di circa 500 milioni di lire, quando invece prima dell'opera di risanamento risultava quasi il doppio. A questo punto venne creata una diarchia transitoria composta da Giovannini e Miceli ma, il 27 settembre 1962, inaspettatamente, fu affidata la presidenza allo stesso Brivio il quale, al contempo, era stato eletto nel Consiglio Comunale di Roma. Il suo primo atto da presidente laziale in carica fu quello di esonerare l'allenatore Facchini a beneficio dell'argentino Lorenzo e, in sede di campagna acquisti, si assicurò le prestazioni del centrocampista Moschino e del centravanti Rozzoni.
Il 1º febbraio 1963 venne ferito con un colpo di pistola al dito mignolo in circostanze mai del tutto chiarite (Brivio affermò di essersi sparato accidentalmente giocando con l'arma) e la domenica successiva scese sulla pista dello Stadio Olimpico con una vistosa fasciatura al braccio avvolto in un foulard di seta. Promise lo Scudetto in breve tempo e dichiarò che se nelle ultime giornate la Lazio avesse avuto un vantaggio rassicurante avrebbe fatto esordire in prima squadra noti personaggi (non calciatori) di fede biancoceleste, come il tennista Nicola Pietrangeli e l'attore Maurizio Arena.
Sempre nel febbraio del 1963, dopo le dimissioni dei dirigenti Siliato, Giovannini e Miceli, durante il consiglio generale, Brivio promise di far fronte a tutti i suoi impegni nonché di essere pronto ad entrare in Parlamento ma, dopo appena una settimana, più precisamente il 21 febbraio, partì facendo perdere le sue tracce. Dopo una latitanza a Tokyo, Hong Kong (da cui inviò una lettera di dimissioni al Consiglio comunale di Roma "per motivi strettamente personali"), Nuova Delhi, Teheran venne infine arrestato dall'Interpol presso l'Hotel Continentale di Beirut nel giugno dello stesso anno, ma riuscì ad evitare l'estradizione in Italia dove fu processato per bancarotta fraudolenta e condannato in contumacia, per poi essere prosciolto in appello nel 1968.